# 전구체
전구체(前驅體, 영어: precursor) 또는 전구물질(前驅物質) 또는 선구 물질(先驅物質)은 화학에서 다른 화합물을 생성하는 화학 반응에 참여하는 화합물이다.  예를 들면, 베타카로틴은 비타민 A의 전구체이다.
생화학에서 전구체라는 용어는 종종 단백질 전구체와 같이 대사 경로에서 또 다른 화합물에 선행하는 화합물을 보다 구체적으로 지칭한다.

## 불법 약물 전구체
1988년에 마약 및 향정신성물질의 불법거래방지에 관한 국제연합협약은 남용되는 약물을 생산하는데 사용되는 전구체의 통제와 관련된 세부 조항과 요구 사항들을 도입했다.
유럽에서는 2004년 2월 11일에 유럽 의회 및 약물 전구체에 관한 위원회의 규정 (EC) No. 273/2004 가 채택되었다.

## 불법 폭발물 전구체
2013년 1월 15일에 유럽 의회 및 폭발물 전구체의 거래 및 사용에 관한 위원회의 규정 (EU) No. 98/2013 이 채택되었다. 이 규정은 유럽 전역의 폭발물의 불법 제조에 악용될 수 있는 특정 물질 또는 혼합물의 도입, 소유, 사용에 관한 조항을 정하고 있다.

## 탐지
실리콘-마이크로머신 고속 가스 크로마토그래피 컬럼에 맞춰 속이 빈 섬유에서 적외선 분광법에 기반한 휴대용 첨단 센서는 나노 그램 수준의 감도를 가진 불법 각성제와 전구체를 분석할 수 있다.
라만 분광법은 폭발물과 폭발물의 전구체를 탐지하기 위해 성공적으로 테스트되었다.
환경에서 전구체를 탐지할 수 있는 기술은 불법 물질(폭발물 및 남용되는 약물 둘 다)이 생산되는 현장의 위치를 조기에 파악하는데 기여할 수 있다.

## 같이 보기
- 화학 합성
- 유도체
- 단백질 전구체
- 물질대사
- 생성물